# Станіслав Вітковський
Станіслав Юзеф Вітковський (пол. Stanisław Józef Witkowski; 2 березня 1866, Андрихув, Австрійська імперія — 2 жовтня 1950, Варшава) — польський класичний філолог, професор і ректор Львівського університету, перший польський дослідник папірусів, засновник польської папірології.

## Біографія
Закінчив з відзнакою гімназію в Вадовіце, в 1887 році вступив до Ягеллонського університету, де вивчав класичну і слов'янську філологію. Потім навчався також в Берлінському і Геттінгенському університетах. У 1893 році здобув ступінь доктора філології Ягеллонського університету. Викладав стародавні мови в гімназіях. У 1898 році захистив габілітацію у Львівському університеті. У 1902 році обійняв посаду екстраординарного професора, в 1905 році — ординарного. Цікавився папірологією, елліністикою, польсько-латинською літературою, історією Стародавнього Риму.